# Picea aurantiaca
Picea aurantiaca är en tallväxtart som beskrevs av Maxwell Tylden Masters. Picea aurantiaca ingår i släktet granar, och familjen tallväxter. Inga underarter finns listade i Catalogue of Life.
Arten förekommer i bergstrakter i provinsen Sichuan i Kina. Den växer mellan 2600 och 3800 meter över havet. Trädet ingår i barrskogar tillsammans med Picea likiangensis, nävergran och Larix potaninii. Några björkar kan vara inblandade. I lägre delen av regionen ligger den årliga nederbörden mellan 500 och 700 mm.
På grund av tidigare skogsröjningar är beståndet glest fördelat. Det är känsligt för bränder. IUCN listar arten som starkt hotad (EN).